# Danielle Maxwell
Danielle Maxwell (9 aprile 2002) è una calciatrice nordirlandese, attaccante del Cliftonville e della nazionale nordirlandese.

## Carriera

### Nazionale
Maxwell inizia ad essere convocata dalla Federcalcio nordirlandese dal 2018, vestendo inizialmente la maglia della formazione Under-17 impegnata nelle qualificazioni all'Europeo di Bulgaria 2019, debuttando il 12 ottobre nell'incontro perso per 3-1 con le pari età della Grecia. Sotto la guida del tecnico federale Alison Nicholl marca in quell'occasione 5 presenze, condividendo con le compagne il percorso che vede la sua nazionale superare il primo turno ma fallire l'accesso alla fase finale.
Sempre del 2019 è la sua prima chiamata in Under-19, inserita in rosa dal tecnico federale Alfie Wylie con la squadra che affronta le qualificazioni all'Europeo di Georgia 2020. Nel torneo Maxwell scende in campo in due dei tre incontri della prima fase, contribuendo con la sua prestazione ad accedere al turno successivo, tuttavia, pur conquistando la possibilità di disputare la fase élite, il torneo viene annullato come misura di prevenzione al diffondersi della Pandemia di COVID-19 in Europa.
Nel 2020 il commissario tecnico Kenny Shiels la convoca per la prima volta in nazionale maggiore inserendola nella rosa della squadra impegnata all'edizione inaugurale della Pinatar Cup, impiegandola nel torneo in due su tre incontri, debuttandovi il 4 marzo 2020, appena diciassettenne, rilevando Marissa Callaghan al 74' dell'incontro perso 1-0 con l'Islanda. In seguito Shiels la impiega saltuariamente sia in amichevole che convocandola, pur senza impiegarla se non per pochi minuti nella vittoria per 5-1 sulle Fær Øer del 1º dicembre 2020, nel corso delle qualificazioni all'Europeo di Inghilterra 2022, festeggiando con le compagne la storica impresa che vede per la prima volta nella storia della nazionale femminile nordirlandese ottenere l'accesso a una fase finale di un campionato europeo, senza poi inserirla nella lista delle 23 calciatrici in partenza per EURO 2022.
Shiels continua a convocarla saltuariamente, facendola scendere in campo, nuovamente per pochi minuti prima del termine dell'incontro, il 21 settembre 2022 nella vittoria per 4-0 sulla Lettonia, incontro valido per le qualificazioni, nel gruppo D della zona UEFA, al Mondiale di Australia e Nuova Zelanda 2023.

## Palmarès

### Club
- Campionato nordirlandese: 1

Cliftonville: 2022